# 溶血性貧血
溶血性貧血（ようけつせいひんけつ、hemolytic anemia）とは、赤血球が破壊されることによって起こる貧血。赤血球が破壊されることを溶血と言い、本症は溶血で起こる貧血なので溶血性貧血と言う。

## 原因とメカニズム
原因としては細菌感染、何らかの毒素、血漿浸透圧の極度の低下などがある。一方、アレルギー（抗原抗体反応）によるものもあり、この場合、赤血球を異物と誤認して、抗体反応によって赤血球が破壊されて発生する。
抗酸化作用を有するビタミンEが欠乏し、生体膜で活性酸素が存在すると脂質過酸化反応により過酸化脂質が連鎖的に生成され、膜が損傷し、赤血球で溶血が起こるなど生体膜の機能障害が発生する。
スポーツが原因の溶血性貧血は運動をすることによって足の裏の血管内で自らの赤血球を数多く踏み潰してしまうことで発生し、その昔は軍隊の長時間の行軍で兵士の尿に赤血球の中身であるヘモグロビンが見られ、血液学では行軍ヘモグロビン尿症といわれるものと本質的に同じものである。
赤血球は通常時、ヘムとグロビンが結合した赤い色素のヘモグロビンを有しているが、破壊＝溶血するとヘモグロビンは遊離し、腎尿細管上皮内でヘムとグロビンに分解される。ヘムはDNAや脂質を損傷させる有害な酸化ストレスとなりうるので、細胞が遊離したヘムにより発生したフリーラジカルにさらされるとヘムを分解代謝するヘムオキシゲナーゼ1が極めて速やかに導入され、ヘムがビリベルジンに分解され、ビリベルジンがビリベルジン還元酵素（BVR）によりビリルビンに還元されることとなる。黄色のビリルビンが原因で黄疸が発症する。

## 症状
- 黄疸 : 溶血により血中ビリルビン値が上昇して黄疸になる。

### 合併症
- 胆石症 : 溶血により血中ビリルビン値が上昇するため胆石症を合併する事が多い。
- 核黄疸 : 新生児黄疸にみられ、大脳核にビリルビンが沈着することで起こる障害。

## 主要な治療方法
アレルギーが原因の場合、免疫反応を抑えるプレドニゾロンと呼ばれるステロイド剤を経口服用する。ただし大量かつ長期にわたるステロイド剤の服用は、免疫力を低下させ日和見感染などを引き起こす、骨粗鬆症・糖尿病・高血圧の誘因となるため注意を要する。

## 分類
赤血球が破壊される事を溶血と言う。本症は溶血の原因、場所、等によって分類される。

### 原因
原因は先天性と後天性に分けられる。
- 先天性
  - 鎌状赤血球症 : 血色素異常によって溶血する。
  - 遺伝性球状赤血球症 : 膜蛋白の異常によって溶血する。
  - サラセミア : 血色素異常によって溶血する。
  - グルコース-6-リン酸脱水素酵素欠損症
- 後天性
  - 自己免疫性溶血性貧血 : 自己抗体によって溶血する。
  - 発作性夜間血色素尿症 : 造血幹細胞の異状によって溶血する。
  - バンチ症候群 : 脾機能の亢進によって溶血する。

### 場所
溶血が起こる場所は血管の中と外に分けられる。血管の中で起こる溶血を血管内溶血と言い、血管の外で起こる溶血を血管外溶血と言う。
- 血管内溶血
  - 発作性夜間血色素尿症 : 造血幹細胞の異状によって溶血する。
  - 冷式自己免疫性溶血性貧血 : 寒い所で作用する自己抗体が赤血球に付いた後、室温に戻ってきた時に体温で作用する自己抗体によって急性に溶血する。
  - 溶血性尿毒症症候群
- 血管外溶血
血管外とは具体的には脾臓の事であり、異常な赤血球を正常な脾臓が破壊して起こる場合や、正常な赤血球を脾臓が異状に破壊して起こる場合、等がある。
  - 温式自己免疫性溶血性貧血 : 体温で作用する自己抗体によって慢性的に溶血する。
  - 鎌状赤血球症 : 血色素が異常な赤血球ができて溶血する。
  - 遺伝性球状赤血球症 : 膜蛋白が異常な赤血球ができて溶血する。
  - サラセミア : 血色素が異常な赤血球ができて溶血する。
  - バンチ症候群 : 脾臓が異状に赤血球を破壊して溶血する。

## 検査
- 血液検査
  - 末梢血塗沫染色検査
    - 正球性正色素性貧血 : 造られる赤血球自体は正常なので正球性正色素性を示す。
      - サラセミア
      - 自己免疫性溶血性貧血
      - 発作性夜間血色素尿症

    - 異常赤血球 : ただし、赤血球の形状自体が異常であるため溶血の原因となる場合もある。
      - 鎌状赤血球症 : 鎌状赤血球
      - 遺伝性球状赤血球症 : 球状赤血球
      - サラセミア : 標的細胞

## 治療
赤血球破壊の場である脾臓の摘出が奏功することがある。また、溶血により血中ビリルビン値が上昇するため胆石症を合併する事が多く、脾臓と同時に胆嚢の摘出をすることもある。